# 聖彼德里托 (聖卡塔利納奧卡洛韋博拉區)
聖彼德里托（西班牙語：San Pedrito），是巴拿馬的城鎮，位於該國西北部，由恩戈貝-布格雷特區的聖卡塔利納奧卡洛韋博拉區負責管轄，在2012年5月10日從聖卡塔利納奧卡洛韋博拉分出。